# メディアスコープ
株式会社メディアスコープ（Media Scope Co.,Ltd.）は、島根県松江市に本社を置き、地域貢献カード『あいポケット』を運営する日本のサービス業。島根県における富士フイルムビジネスイノベーションの特約店である株式会社ミック（MIC Co.,Ltd.）の関連企業であり、本社もミックとEnerland Corporation Co.,Ltd.（韓国）の合弁企業でIPSを開発しているメーカーである株式会社MCセキュリティ（MC SECURITY Co.,Ltd.）の本社に入居する。

## 沿革
- 2007年10月26日 - 設立。
- 2008年
  - 1月25日 - 総務省によって新設するユビキタス特区に認定される[1]。
  - 8月8日 - 『あいポケット』のサービスを開始。
  - 8月27日 - ユビキタス特区プロジェクト実験試験局に対して、本免許を所得。
  - 10月4日 - 電子マネー「WAON」機能を搭載した『あいポケットWAON』の発行を開始。

## あいポケット
島根ユビキタスプロジェクトから誕生した地域貢献カードのことであり、ソニーが開発した非接触ICカード技術「FeliCa」を採用し、それをベースとした「フェリカポケット」が搭載された。 
カード発行手数料は300円（税込）で、原則として登録が必要となる。発行・登録後、エリア内の店舗・施設のポイントカードや会員証などを1枚のカードにまとめ、最大8つまで登録することができる。更に2008年10月4日には、イオングループが提供している電子マネー「WAON」機能が搭載された『あいポケットWAON』も発行され、県内のイオン6店舗ではそれ以降に新規発行されるWAONカードが「あいポケット」が搭載されたものに切り替えられた。カードデザインにはペリカンが描かれている。
その他、NPO法人まちづくりネットワーク島根が推進している「山陰共通エコポイント」を2008年9月中旬以降に開始され、各店舗などでマイバッグ持参などでエコポイントをためることが可能となっている。